# Jaworze (województwo śląskie)

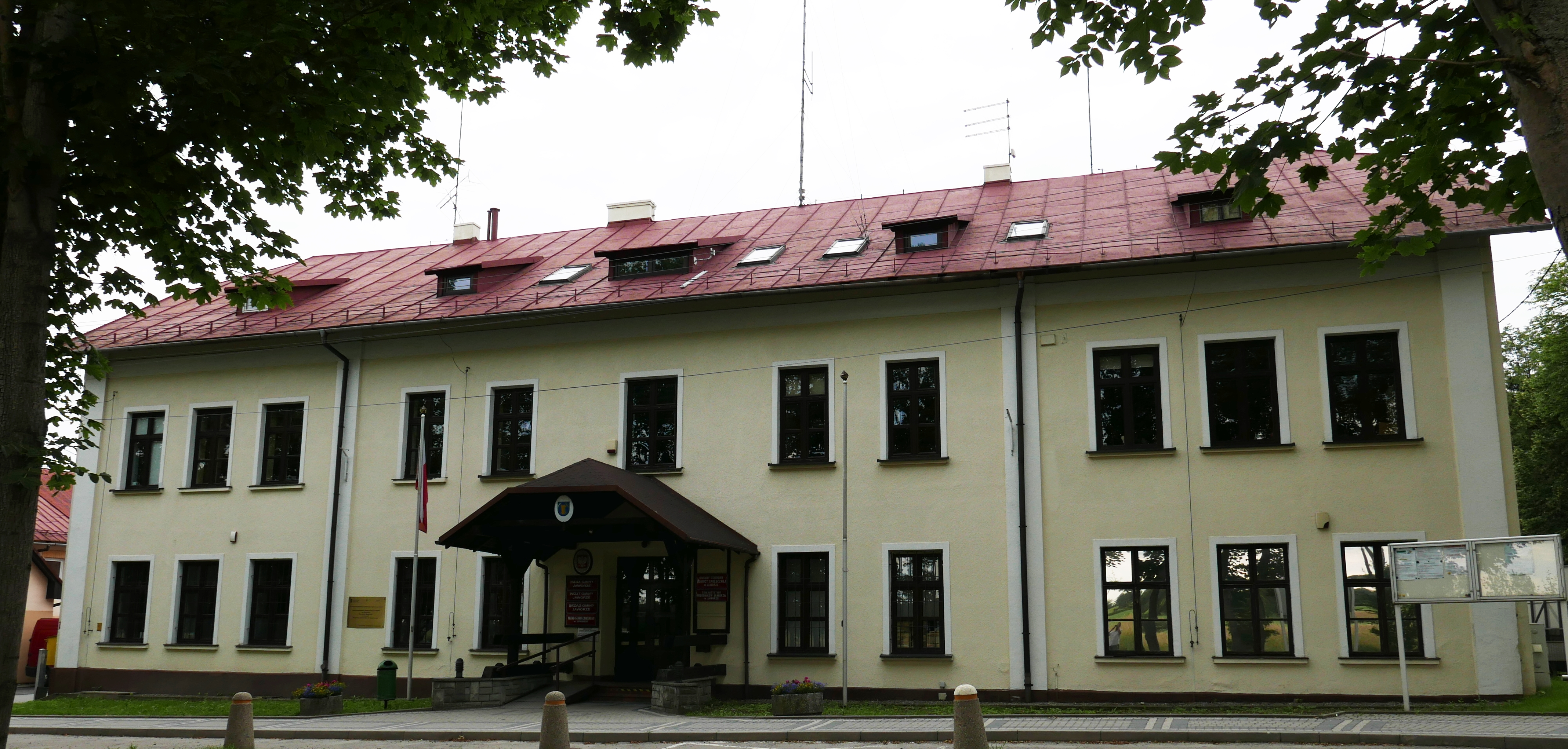
Siedziba Urzędu Gminy w Jaworzu

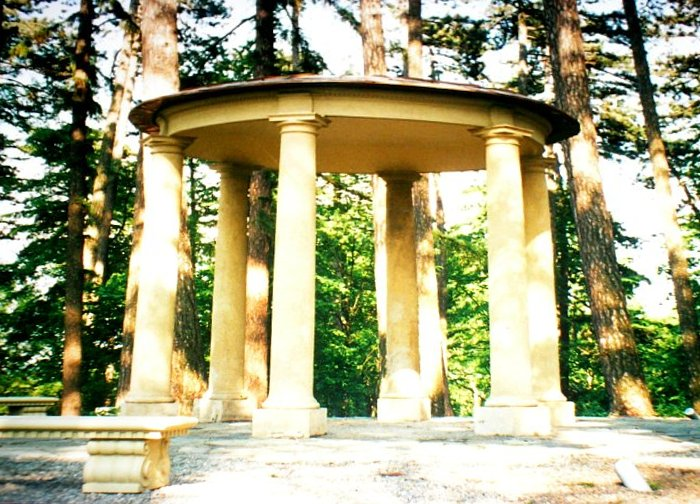
Glorieta na wierzchołku wzgórza Goruszka

Jaworze (niem. Ernsdorf, cz. Javoří) – wieś w Polsce położona w województwie śląskim, w powiecie bielskim, siedziba gminy Jaworze (obejmującej tylko tę miejscowość), na Śląsku Cieszyńskim. Powierzchnia wynosi 21,32 km², a liczba ludności 7299, co daje gęstość zaludnienia równą 342,4 osób na km².
W latach 1954–1972 wieś należała i była siedzibą władz gromady Jaworze. W latach 1975–1998 miejscowość położona była w województwie bielskim. Przez Jaworze kursuje Komunikacja Beskidzka. W pobliżu granicy Bielska-Białej z Jaworzem kursują linie nr 7 i 16 z MZK Bielsko-Biała. Natomiast centralnie do Jaworza kursują linie 121 i 122 Komunikacji Beskidzkiej.
Mieści się tu Parafia Ewangelicko-Augsburska. Jej proboszczem w latach 1960–1995 był ks. radca Ryszard Janik. Na terenie miejscowości funkcjonuje również zbór Kościoła Adwentystów Dnia Siódmego.

## Części miejscowości
Krajowy Rejestr Urzędowy Podziału Terytorialnego Kraju odnotowuje następujące części składowe gminy Jaworze:
- Błatnia (osada)
- Jaworze (wieś)
  - Grabka (identyfikator: 0055366)
  - Jaworze Dolne (0055308)
  - Jaworze Górne (0055314)
  - Jaworze Nałęże (0055320)
  - Jaworze Średnie (0055337)
  - Pelchrim (0055343)

## Historia

### przed 1300
Jaworze jest jednym z najstarszych punktów osadniczych na Pogórzu Śląskim u podnóży Beskidu Śląskiego. Ślady obozowiska ludności z epoki kamiennej, z okresu ok. 9 tys. lat p.n.e., znaleziono w Nałężu, w południowej części wsi. Na szczycie Młyńskiej Kępy, w dolnej części wsi, archeolodzy odnaleźli pozostałości osady z wczesnej epoki żelaza (VIII-V w. p.n.e.), zamieszkiwanej przez ludność kultury łużyckiej. Inne ślady prehistorycznego osadnictwa stwierdzono na wzgórzu zwanym gwarowo Zómczysko, na terenie współczesnego zespołu sanatoryjnego. Po dłuższej przerwie osadnictwo powróciło tu w średniowieczu. Jaworze zostało trwale osiedlone najpóźniej pod koniec XIII w., prawdopodobnie osadnikami przybyłymi z terenów Niemiec.

### 1300–1500
Miejscowość po raz pierwszy wzmiankowana została w łacińskim dokumencie Liber fundationis episcopatus Vratislaviensis (Księga uposażeń biskupstwa wrocławskiego), spisanej za czasów biskupa Henryka z Wierzbna około 1305 w szeregu wsi zobowiązanych do płacenia dziesięciny biskupstwu we Wrocławiu, w postaci item in Javorse. Zapis ten (brak określenia liczby łanów, z których będzie płacony podatek) wskazuje, że wieś była w początkowej fazie powstawania (na tzw. surowym korzeniu), co wiąże się z przeprowadzaną pod koniec XIII wieku na terytorium późniejszego Górnego Śląska wielką akcją osadniczą (tzw. łanowo-czynszową). Wieś politycznie znajdowała się wówczas w granicach utworzonego w 1290 r. piastowskiego (polskiego) księstwa cieszyńskiego, będącego od roku 1327 lennem Królestwa Czech, a od 1526 roku w wyniku objęcia tronu czeskiego przez Habsburgów wraz z regionem aż do 1918 roku w monarchii Habsburgów (potocznie Austrii).
Według tradycji budującej się wsi nazwę Jaworze, wziętej od nazwy drzewa jawor (Acer pseudoplatanus), nadała Wiola, córka księcia Mieszka cieszyńskiego.
- 1369 – książę cieszyński Przemysław I Noszak przejeżdżał przez Jaworze udając się do Łowicza na spotkanie z królem Kazimierzem Wielkim i Ludwikiem Węgierskim, gdzie wystąpił jako sojusznik Polski w przygotowanej wojnie o przyłączenie Śląska do Polski.
- 1410 – Bolesław I cieszyński ze swoim wojskiem drogą przez Jaworze ruszył pod Grunwald
- 1434 – pierwsze zapisane w dokumentach nazwisko właściciela – Mikołaj von Arnsdorf
- 1440 – zapis w księgach Uniwersytetu Jagiellońskiego imienia pierwszego studenta z Jaworza – Jan syn Andrzeja

### 1500–1800
- 1572 – powstało państwo bielskie, do którego zostało włączone Jaworze, podzielone odtąd na trzy dzielnice: Jaworze Dolne, Jaworze Górne i Jaworze Średnie, należące do trzech właścicieli: Jana, Melchiora i Aleksandra Jaworskich. Kolejnymi właścicielami Jaworza byli Piotr Górecki (1613–1631), Jan Bludowski do 1654, Centnerowie, Schlickowie, Starzyńscy, Klochowie
- 1654 – Habsburgowie przejęli Jaworze wraz z Księstwem Cieszyńskim
- 13 sierpnia 1683 – tzw. drogą solną przez Jaworze w kierunku Cieszyna przemaszerowała pod dowództwem hetmana Mikołaja Sieniawskiego część armii polskiej zmierzającej pod Wiedeń
- 1701 – hrabia Arnold Leopold Laszowski (Laschowski) nabył Jaworze Dolne od hrabiego Ferdynanda Henryka Sobka
- 1752 – Jaworze weszło w skład nowo powstałego księstwa bielskiego
- 1759 – syn Arnolda, Jerzy Ludwik Laszowski, kupił Jaworze Górne, później Średnie. Po jego śmierci wieś przejęła córka Julia, następnie jej brat Jerzy Adam, potem mąż Julii – Arnold Saint-Genois
- 1772 – przez Jaworze uciekała do Cieszyna tzw. „generalność” konfederatów barskich z marszałkiem Michałem Janem Pacem i biskupem Adamem Krasińskim. Do tej generalności przedzierał się tajny kurier spod Baru – Józef Wybicki, późniejszy autor hymnu narodowego.
- 1782 – wybudowano kościół ewangelicki
- 1798 – na wierzchołku wzgórza Goruszka (411 m.), znajdującym się w centrum Jaworza, baronowie Saint Genois d’Anneaucourt, ówcześni właściciele tej miejscowości, wybudowali glorietę. Na tę datę budowy wskazuje napis „1798” wyryty pod dachem na jednej z kolumn. W roku 2003 przeprowadzono remont kapitalny gloriety i uporządkowano rozległy park.

### 1800–1900
- 1802 – wybudowano kościół katolicki
- 1813 – pod Lipsk, w swoją ostatnią drogę przez Jaworze jechał książę Józef Poniatowski z resztkami wiernych ułanów, wśród których był Kazimierz Brodziński zachwycający się w swoich pamiętnikach porządkiem, czystością, oświatą i przywiązaniem do polskości ludu cieszyńskiego.
- 1862 – Śląski Urząd Krajowy w Opawie zatwierdził Jaworze jako uzdrowisko. Maurycy Saint Genois i jego syn Filip wybudowali pomieszczenia uzdrowiskowe i otworzyli atrakcyjny przypałacowy park dla kuracjuszy. Pierwszym znanym kuracjuszem leczącym się tutaj był Karol Szajnocha.
- 1870–1890 Jaworze rozkwitło jako uzdrowisko. Leczono w nim choroby układu oddechowego, pokarmowego, nerwowego oraz krążenia. Odkrywcą i propagatorem Jaworza jako uzdrowiska był Wincenty Pol. Wraz z Polem w Jaworzu przebywali m.in. malarz Aleksander Kotsis oraz profesor Fryderyk Skobel. Gościł też w uzdrowisku Jan Karłowicz. Latem 1872 r. przebywał tu wraz z małżonką ówczesny prezydent Lwowa, dr. Florian Ziemiałkowski[11].
- 1873 – powstała Ochotnicza Straż Pożarna
- 1888 – 1 czerwca otwarto linię kolejową Cieszyn – Bielsko jako część Kolei Miast Morawsko-Śląskich; powstała stacja na obrzeżu Jaworza i Jasienicy

- 1896 – wakacje spędziła tutaj Maria Konopnicka.
- koniec XIX wieku – materiały do pracy o kościołach drewnianych na Śląsku zbierał w Jaworzu ks. Józef Londzin.

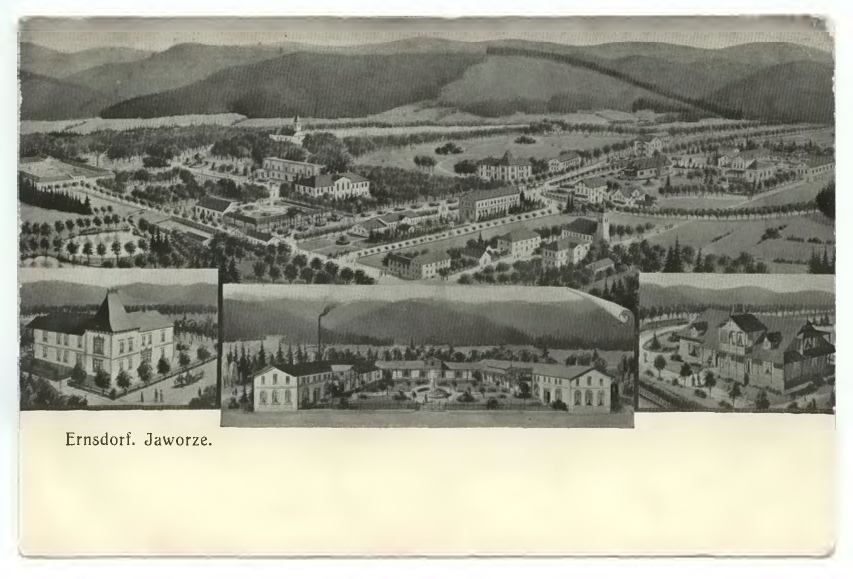
Ilustracja Jaworza przed 1905 rokiem

### od 1900
- 1900 – według austriackiego spisu ludności w 258 budynkach w Jaworzu na obszarze 2213 hektarów mieszkało 2289 osób, co dawało gęstość zaludnienia równą 103,4 os./km². Z tego 1127 mieszkańców było (49,2%) ewangelikami 1126 (49,2%)  katolikami,  a 36 (1,6%) wyznawcami judaizmu, 2135 (93,3%) było polsko-, 133 (5,8%) niemiecko- a 14 (0,6%) czeskojęzycznymi. Z 2289 osób 907 mieszkało w Jaworzu Dolnym, 693 w Jaworzu Średnim, 398 w Jaworzu Górnym, 193 w Nałężu, 75 na Błatni, a 23 na Pelchrimiu[12].
- 1902 – założono szkołę w Jaworzu-Nałężu.
- 1906 – Jaworze kupił hrabia Jan Larisch. Utrata statusu uzdrowiska[13].
- 1910 – otwarto polską szkołę w Jaworzu Średnim; Kolejny spis, w porównaniu do roku 1900 liczba budynków wzrosła o 15 a mieszkańców zmalała o 47[14].
- 1918 – część budynków i urządzeń zdrojowych przejął dr Zygmunt Czop i kontynuował tradycje uzdrowiskowe.
- Po zakończeniu I wojny światowej tereny, na których leży miejscowość – Śląsk Cieszyński stał się punktem sporu pomiędzy Polską i Czechosłowacją. W 1918 roku na bazie Straży Obywatelskiej miejscowi Polacy utworzyli lokalny oddział Milicji Polskiej Śląska Cieszyńskiego, który podlegał organizacyjnie 11 kompanii w Bielsku[15].
- 1927–1930 – Jerzy Czop, syn Zygmunta, wybudował nowy zakład leczniczy. Zakład ten działał do wybuchu II wojny światowej. Przebywała tutaj wielokrotnie Maria Dąbrowska, przebywali i leczyli się Julian Tuwim, Kazimierz Wierzyński, Stanisław Ligoń, Mira Zimińska-Sygietyńska, Zofia Kossak-Szczucka, Gustaw Morcinek, Stanisław Stempowski oraz Jan Parandowski, który tutaj kończył pisać „Dysk olimpijski”. Przyjeżdżali tu później pisarz Jerzy Zawieyski, poetka Janina Siwkowska, kompozytor i publicysta Stefan Kisielewski (słynny „Kisiel”) oraz matematyk Wacław Sierpiński. Uzdrowisko odwiedził też Melchior Wańkowicz, który w książce Ziele na kraterze z humorem przedstawił reguły obowiązujące kuracjuszy w zakładzie doktora Czopa[16]. W Jaworzu miał willę premier Janusz Jędrzejewicz, przyjeżdżał też jego brat – minister oświaty profesor Wacław Jędrzejewicz. Bywali tu i inni ówcześni ministrowie, Julian Eberhardt i Władysław Zawadzki, a także były premier Ignacy Daszyński oraz Jan Piłsudski – brat marszałka Józefa. Jednym ze stałych gości odwiedzających uzdrowisko był polski geolog, zajmujący się głównie budową geologiczną Karpat, prof. Władysław Szajnocha, który w 1928 r. umarł w Jaworzu i został pochowany na jaworzańskim cmentarzu katolickim, a następnie spoczął w rodzinnym Lwowie na Cmentarzu Łyczakowskim.
- 1945 – w lutym na potoku Szerokim w Jaworzu zatrzymał się front, na stokach Ostrego i Bucznika toczyły się ciężkie walki, w drugiej połowie miesiąca ludność Jaworza została ewakuowana do Bielska, Nałężanie uchodzili w stronę Skoczowa i Cieszyna. Mieszkańcy powrócili do swoich gospodarstw w kwietniu, ponieśli jednak wielkie straty w inwentarzu, wiele gospodarstw zostało splądrowanych i zniszczonych. Wielkim problemem sanitarnym były zwłoki zarówno niemieckich jak i radzieckich żołnierzy zalegających w jaworzańskich lasach. Żniwo zbierały miny pozostawione przez wycofujących się Niemców, których ofiarami padło kilku jaworzan, w tym dzieci[17].
- Po wojnie tradycje uzdrowiskowe kontynuował Beskidzki Zespół Leczniczo Rehabilitacyjny w Jaworzu. Jego pierwszą dyrektorką była dr med. Maria Niżegorodcew, która skupiła zespół polskich specjalistów do walki z gruźlicą płuc. Pracowali tutaj profesorowie: S. Grochmak, Fr. Groer, M. Ciećkiewicz i S. Hornung. Wypracowane tu metody leczenia zostały rozszerzone na cały kraj.
- 1956 - otwarto kino w Jaworzu na tzw. Szlauerówce.
- 1978 – zamknięto szkołę w Jaworzu Nałężu[18].
- 2014 – otwarto Muzeum Fauny i Flory w Jaworzu[19].
- 2023 - w wypadku w czasie podróży służbowej do włoskiego Calighari zginął wójt Jaworza, Radosław Ostałkiewicz[20].

## Zabytki
- Pałac z końca XVIII wieku z parkiem o powierzchni 6 ha; budynek bramny wraz z bramą, dwie oficyny przypałacowe;
- Zespół kościoła ewangelickiego przy placu Kościelnym 25, kościół z roku 1782 r., obok kościoła plebania z końca XVIII w., szkoła ewangelicka (obecnie dom parafialny) z roku 1831, budynek gospodarczy z roku 1780, cmentarz z drugiej połowy XIX wieku, dom przedpogrzebowy z roku 1880.
- Kościół katolicki pw. Opatrzności Bożej z lat 1800–1802, później dwukrotnie rozbudowany; obok cmentarz z klasycystycznym mauzoleum Laschowskich i płytami nagrobnymi członków rodziny Saint-Genois z XIX w.;
- zabudowania tzw. Dolnego Dworu u podnóży Młyńskiej Kępy;
- murowane budynki XIX-wieczne tzw. Górnego Folwarku przy ulicy Wapienickiej
- glorieta z 1798 r. na wzgórzu Goruszka[21].
- dawna szkoła i plebania katolicka przy ulicy Pałacowej 27 z 1831 roku.

## Nieistniejące już budynki
- Willa „Marya” – zniszczona podczas niemieckiej okupacji[22].
- Basen publiczny, w którego miejscu znajduje się teraz boisko[23][24].
- Willa premiera Janusza Jędrzejewicza zburzona przez wojska radzieckie w 1945.

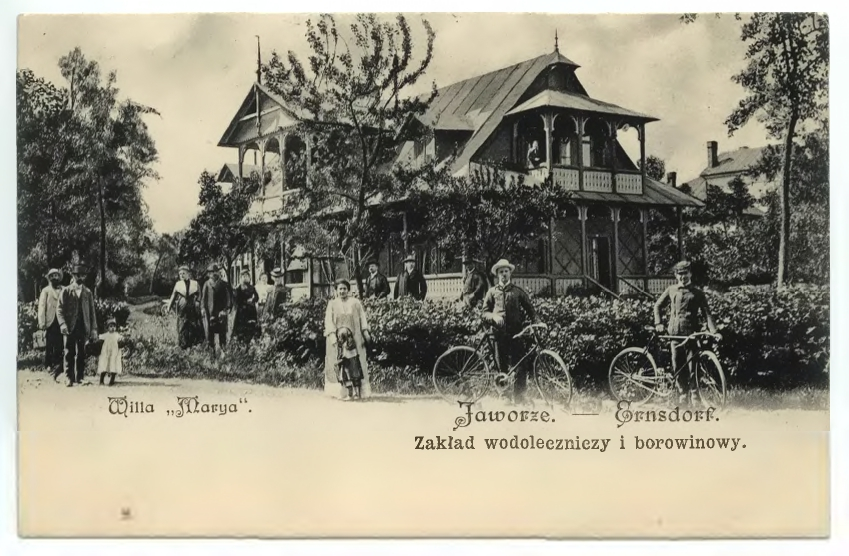
Zakład wodoleczniczy i borowinowy. Willa „Marya”

## Wspólnoty wyznaniowe

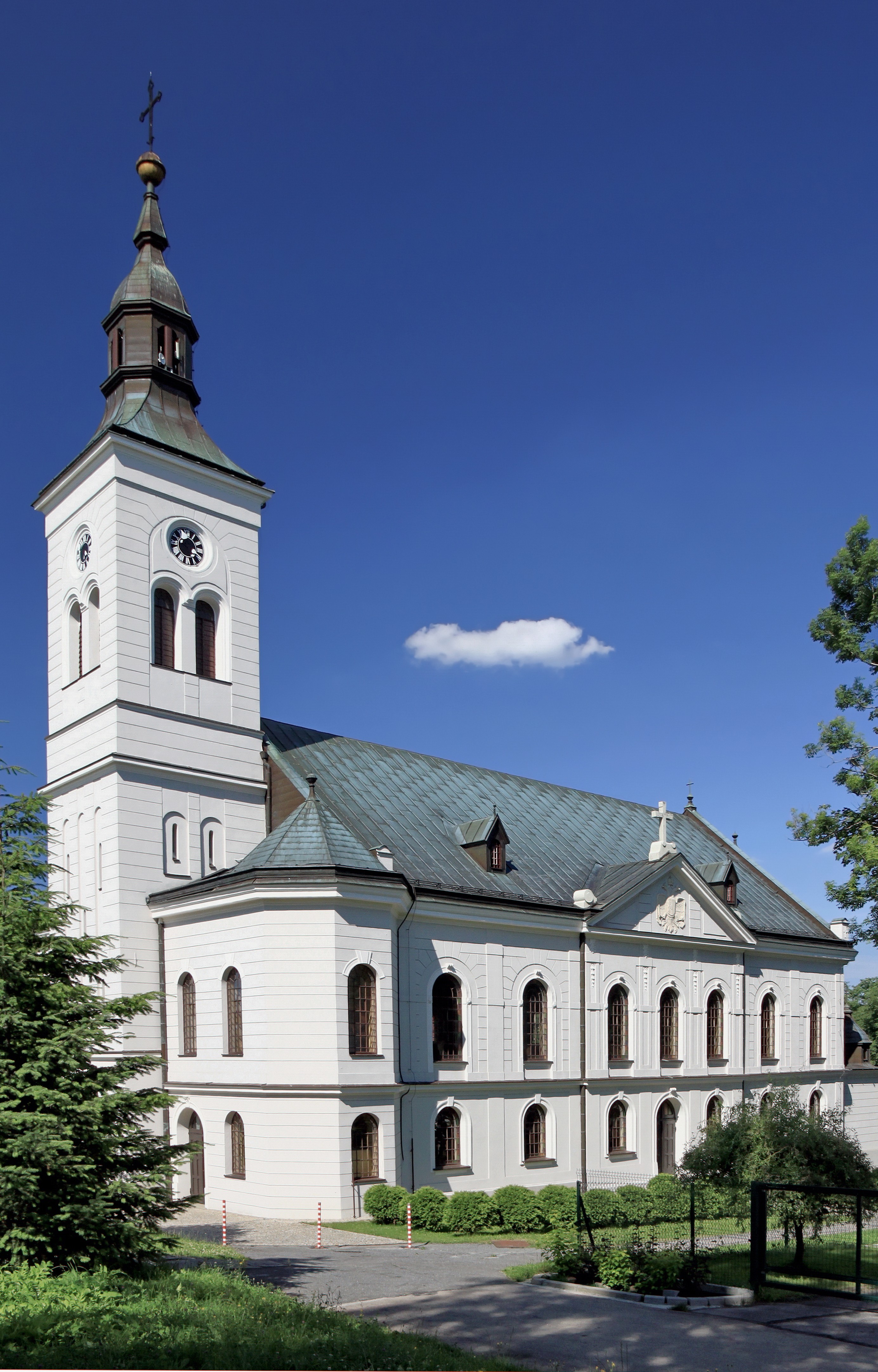
Kościół ewangelicko-augsburski w Jaworzu

- Kościół Adwentystów Dnia Siódmego w RP – Zbór w Jaworzu[6]
- Kościół Ewangelicko-Augsburski w RP – Parafia w Jaworzu[25]
- Kościół Rzymskokatolicki – Parafia Opatrzności Bożej[26]

## Komunikacja
Miejscowość obsługiwana jest przez linie 121, 122, 123, 124, 125, 126 Komunikacji Beskidzkiej.
Jaworze położone jest na szlaku linii kolejowej nr 190, łączącej Bielsko-Białą z Cieszynem. Na granicy z Jasienicą zlokalizowana jest nieczynna stacja kolejowa Jaworze Jasienica. Na odcinku tym przewozy pozostają zawieszone od 10 stycznia 2009. Planowane jest przywrócenie ruchu kolejowego na trasie w ramach projektu Rewitalizacja linii kolejowej nr 190 na odcinku Skoczów – Bielsko-Biała jako niezbędny element połączenia Śląska Cieszyńskiego z Krakowem (Cieszyn – Skoczów – Bielsko-Biała – Wadowice – Kraków).

## Kultura

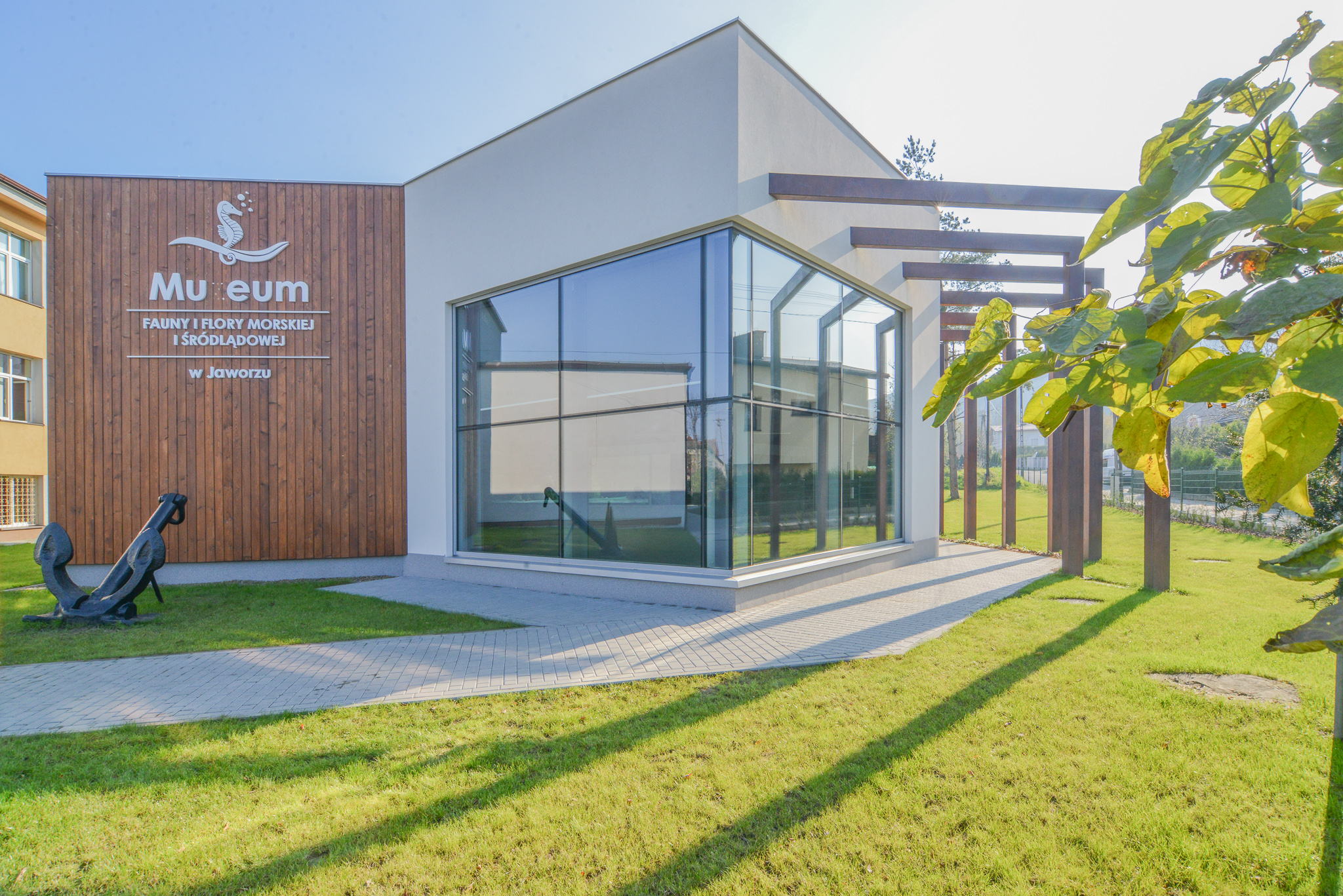
Muzeum Fauny i Flory Morskiej i Śródlądowej

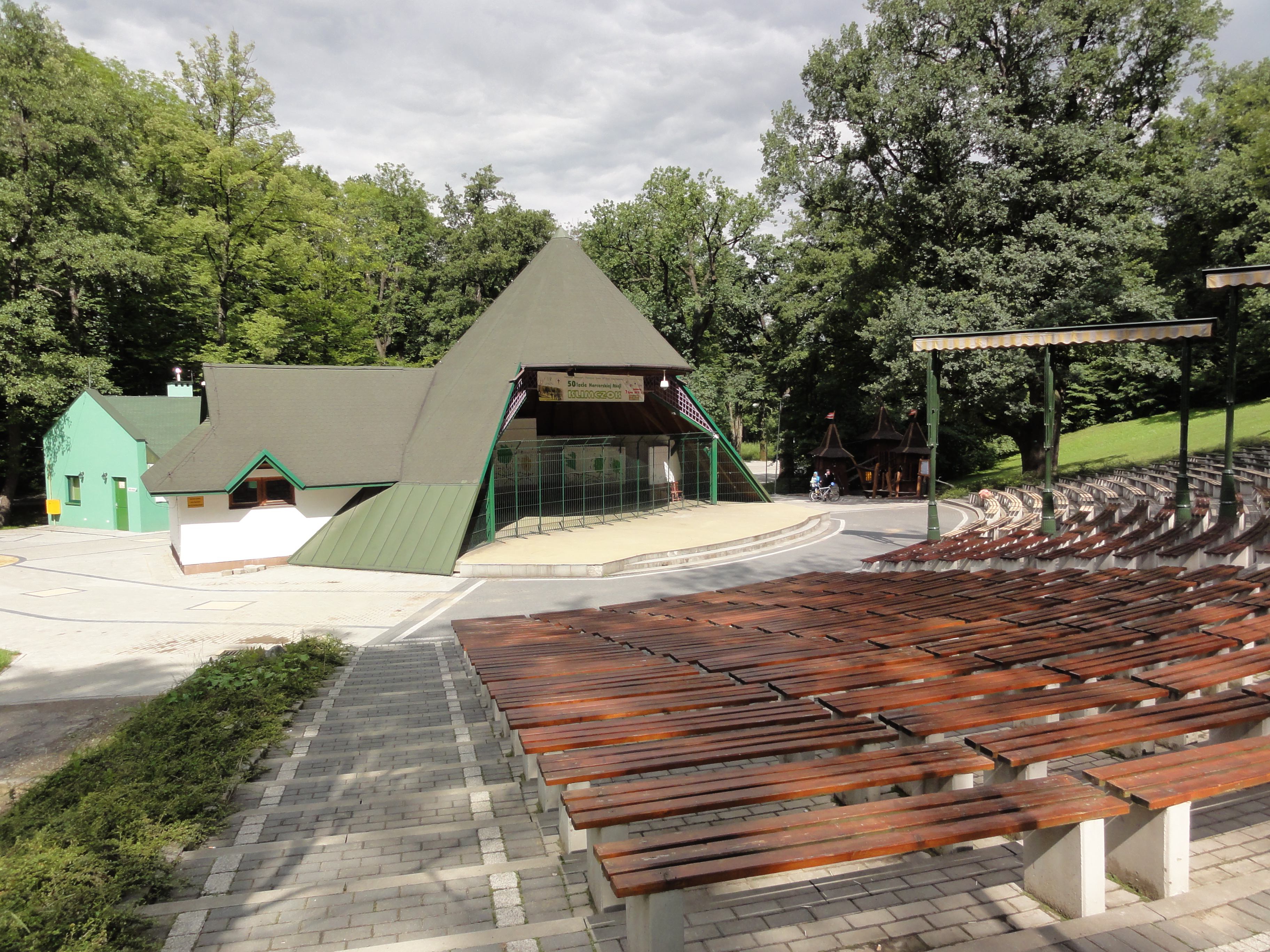
Amfiteatr w Jaworzu

Działalnością kulturalną na terenie wsi zajmuje się powstały w 2004 Ośrodek Promocji Gminy Jaworze. Zajmuje się on pracą na rzecz rozwoju kultury, sztuki, jak również zachowania dziedzictwa kulturowego. Prowadzi szereg imprez cyklicznych, jak również zajęcia i warsztaty. Odbywają się spotkania, koncerty, konkursy oraz obchody świąt narodowych, pod jego egidą działa także kino letnie.
Ośrodek Promocji Gminy Jaworze prowadzi także Galerię Sztuki na Zdrojowej, działającą od 2008 i organizującą wystawy, wernisaże, warsztaty, spotkania i prelekcje, a także pokazy filmów i koncerty. W siedzibie galerii działa Punkt Informacji Turystycznej.
Przy miejscowej Ochotniczej Straży Pożarnej od jesieni 2003 funkcjonuje Zespół Regionalny „Jaworze”, przedstawiający folklor Śląska Cieszyńskiego. Występuje w kraju i za granicą, bierze udział w konkursach i przeglądach zespołów. Jest on również współorganizatorem licznych imprez prezentujących kulturę ludową regionu.
W 2003 powstała Orkiestra Dęta „Glorietta”, występująca podczas miejscowych uroczystości, czy obchodach rocznic narodowych. Uczestniczy w konkursach i festiwalach.
Przy ul. Wapienickiej działa Muzeum Fauny i Flory Morskiej i Śródlądowej. Powstało w 1969 i początkowo jego siedziba znajdowała się w budynku Szkoły Podstawowej nr 2, w 2014 zbiory zostały przeniesione do nowo wybudowanego obiektu. Prezentuje zbiory z zakresu fauny i flory wodnej, współpracuje z Instytutem Biologii Uniwersytetu Pedagogicznego w Krakowie.

## Edukacja

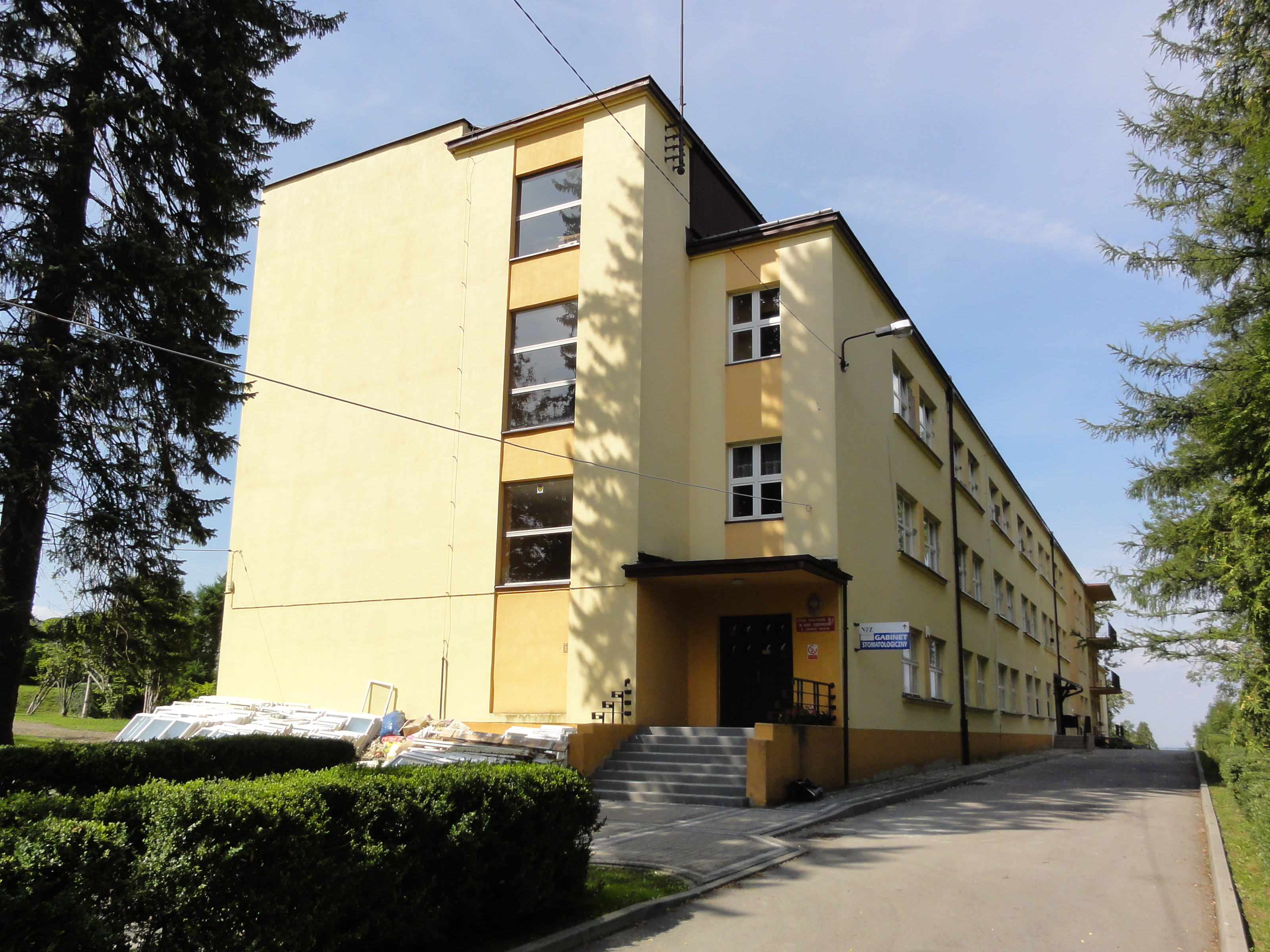
Szkoła Podstawowa nr 1

### Przedszkola
- Publiczne Przedszkole Samorządowe nr 1[43].
- Publiczne Przedszkole Samorządowe nr 2[44].

### Szkoły podstawowe
- Szkoła Podstawowa nr 1 im. Marii Dąbrowskiej[45].
- Szkoła Podstawowa nr 2 im. gen. broni Stanisława Maczka[46].

Od 1902 do 1978 roku istniała także Szkoła Podstawowa nr 2 w Jaworzu Nałężu.

## Sport i rekreacja
Na terenie Jaworza działa klub piłkarski GKS „Czarni” Jaworze, który obecnie występuje w Bielskiej Lidze Okręgowej. Największymi sukcesami klubu są mistrzostwa Klasy A w sezonach 2013/2014 oraz 2016/2017.
W Jaworzu działają również kluby ŁKS „X-10” Jaworze oraz UKS „Dziesiątka” Jaworze, święcące sukcesy w łucznictwie sportowym.

## Turystyka

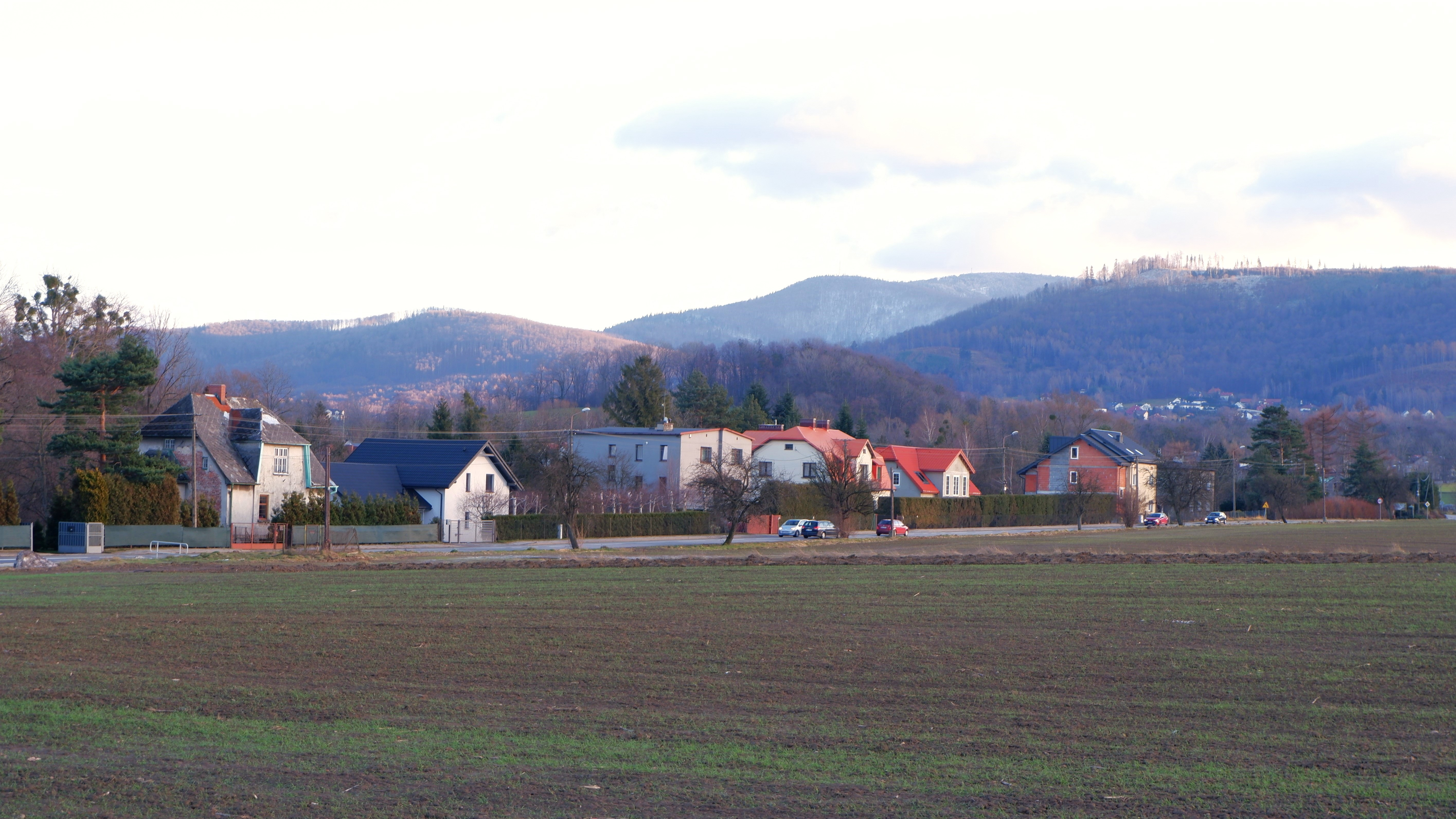
Widok na Beskid Śląski z Jaworza Dolnego

Przez miejscowość przechodzą następujące trasy rowerowe:
- Międzynarodowy Szlak Rowerowy Greenways Kraków – Morawy – Wiedeń
- niebieska trasa rowerowa nr 12 – Jaworze – Górki Wielkie – Ustroń (22 km)
- czerwona trasa rowerowa nr 192 – Strumień – Jaworze

a także piesze szlaki turystyczne:
- Jaworze – Przykra (Beskid Śląski) – Błatnia – Klimczok
- Jaworze Nałęże – Wielka Cisowa – Błatnia (do 2010 r. szlak zaczynał się w Jasienicy i biegł do Nałęża przez Biery)[48]
- Aleksandrowice-Wapienica-Jaworze-Jasienica-Międzyrzecze Górne